# Nakajima Ki-12
Il Nakajima Ki-12 (中島 キ12?, Ki-jyuni) fu un caccia monomotore ad ala bassa sviluppato su iniziativa privata dall'azienda giapponese Nakajima Hikōki KK verso la metà degli anni trenta e rimasto allo stadio di prototipo.

## Storia del progetto
Nel novembre 1934 il Dai-Nippon Teikoku Rikugun (l'aviazione dell'esercito imperiale giapponese) ordinò direttamente alla Dewoitine un velivolo da caccia D.510-2J in versione terrestre. Un altro velivolo, designato D.510-1J, fu ordinato dal Dai-Nippon Teikoku Kaigun Kōkū Hombu, la componente aerea della Marina Imperiale, tramite la ditta Mitsubishi Jūkōgyō. I due aerei furono inviati in Giappone, via nave, nel settembre 1934.
Dal caccia terrestre D.510-2J l'ingegner Shigenobu Mori, della Nakajima Hikōki KK, con la collaborazione degli ingegneri francesi Roger Robert e Jean Beziaud della SAF (Avions Dewoitine), sviluppò il progetto del caccia Nakajma Ki-12.
Il velivolo era basato sul precedente prototipo Nakajima Ki-11, ma era dotato di un propulsore in linea Hispano-Suiza 12Xcrs a 12 cilindri a V, raffreddati a liquido, erogante la potenza di
610 hp. L'aereo disponeva di un carrello di atterraggio retrattile, primo velivolo giapponese ad adottare tale soluzione, e introduceva l'uso dei flap. L'armamento proposto si basava su un cannone da 20 mm sparante dal mozzo dell'elica e due 2 mitragliatrici Type 89 calibro 7,7 mm.

## Tecnica
Il caccia Ki-12 era un velivolo moderno per l'epoca, realizzato completamente in metallo (compreso il rivestimento esterno).
La fusoliera, monoscocca ed interamente realizzata in duralluminio, era caratterizzata dal singolo abitacolo aperto occupato dal pilota. Posteriormente terminava in un impennaggio classico monoderiva dai piani orizzontali a sbalzo. La configurazione alare era monoplana, con l'ala bassa di costruzione interamente metallica, compreso il rivestimento esterno, dotata di alettoni e flap.
Il carrello d'atterraggio era un triciclo, con le gambe anteriori retrattili, e ruotino di coda fisso.
Il propulsore era un Hispano-Suiza 12Xcrs a 12 cilindri a V, raffreddati a liquido, in grado di erogare una potenza pari a 610 hp (455 kW), azionante un'elica tripala metallica a passo variabile.
L'armamento installato consisteva in un cannoncino automatico Oerlikon calibro 20 mm sparante dal mozzo dell'elica e 2 mitragliatrici Type 89 calibro 7,7 mm.

## Impiego
Il prototipo del caccia Nakajima Ki-12 volò per la prima volta nell'ottobre 1936, e venne messo a confronto con il Mitsubishi Ki-18. Anche se tecnicamente avanzato e con vantaggi nella velocità, autonomia e potenza di fuoco sui contemporanei caccia giapponesi, il Ki-12 fu ritenuto troppo pesante e complesso dalla Dai-Nippon Teikoku Rikugun Kōkū Hombu. Le valutazioni dell'aeronautica dell'esercito imperiale rimarcarono che il velivolo difettava di manovrabilità, e che non si doveva contare sulla licenza di costruzione del motore Hispano-Suiza. Anche se l'Esercito Imperiale rifiutò il progetto, la Nakajima continuò ad affinare il disegno del velivolo, presentando una versione più semplice designata Nakajima Type P.E. che si evolse più tardi nel riuscito Nakajima Ki-27, dotato però di propulsore radiale.

## Versioni
- Nakajima Ki-12: prototipo iniziale
- Nakajima Type P.E.: prototipo semplificato dotato di carrello di atterraggio fisso e propulsore radiale. Da esso è derivato il successivo caccia Nakajima Ki-27

## Utilizzatori
Giappone
- Dai-Nippon Teikoku Rikugun Kōkū Hombu